# Flashdance (colonna sonora)
Flashdance è la colonna sonora del film statunitense omonimo del 1983, prodotto da Don Simpson
e Jerry Bruckheimer e con protagonista Jennifer Beals. Il disco vendette più di 20 milioni di copie in tutto il mondo. Il film è ambientato a Pittsburgh (Pennsylvania) e segue le vicende di Alex Owens, una diciottenne operaia e aspirante ballerina.
Tra gli autori che contribuirono al successo delle canzoni c'è il compositore DJ italiano Giorgio Moroder.

## Descrizione
I principali brani della colonna sonora, Flashdance... What a Feeling di Irene Cara e Maniac di Michael Sembello, sono presenti nel disco. Entrambi i singoli raggiunsero la vetta della classifica Billboard Hot 100.
L'album fu un enorme successo commerciale, riuscendo a vendere più di 6 milioni di copie solo negli Stati Uniti ed ottenendo un disco d'oro il 17 giugno 1983, e raggiungendo lo stato di multi disco di platino il 12 ottobre 1984, e di nuovo il 21 giugno 1996.

## Tracce

### Lato A
1. Flashdance... What a Feeling – 3:53 (Giorgio Moroder, Keith Forsey, Irene Cara) – Irene Cara
2. He's a Dream – 3:28 (Shandi Sinnamon, Ronald Magness) – Shandi Sinnamon
3. Love Theme from "Flashdance" – 3:27 (Giorgio Moroder) – Helen St. John
4. Manhunt – 2:36 (Doug Cotler, Richard Gilbert) – Karen Kamon
5. Lady, Lady, Lady – 4:09 (Giorgio Moroder, Keith Forsey) – Joe 'Bean" Esposito

### Lato B
1. Imagination – 3:35 (Michael Boddicker, Jerry Hey, Phil Ramone, Michael Sembello) – Laura Branigan
2. Romeo – 3:13 (Pete Bellotte, Sylvester Levay) – Donna Summer
3. Seduce Me Tonight – 3:31 (Giorgio Moroder, Keith Forsey) – Cycle V
4. I'll Be Here Where the Heart Is – 4:36 (Kim Carnes, Duane Hitchings, Craig Krampf) – Kim Carnes
5. Maniac – 4:04 (Michael Sembello e Dennis Matkosky) – Michael Sembello

## Classifiche

### Classifiche settimanali
| Classifica (1983) | Posizione massima |
| ----------------- | ----------------- |
| Australia         | 1                 |
| Austria           | 1                 |
| Canada            | 2                 |
| Finlandia         | 1                 |
| Francia           | 1                 |
| Germania          | 1                 |
| Giappone          | 1                 |
| Italia            | 1                 |
| Norvegia          | 1                 |
| Nuova Zelanda     | 2                 |
| Paesi Bassi       | 9                 |
| Regno Unito       | 9                 |
| Spagna            | 1                 |
| Stati Uniti       | 1                 |
| Svezia            | 1                 |
| Svizzera          | 1                 |

### Classifiche di fine anno
| Classifica (1983) | Posizione |
| ----------------- | --------- |
| Australia         | 5         |
| Austria           | 13        |
| Canada            | 4         |
| Francia           | 15        |
| Germania          | 8         |
| Giappone          | 1         |
| Italia            | 4         |
| Nuova Zelanda     | 16        |
| Spagna            | 7         |
| Stati Uniti       | 20        |
| Classifica (1984) | Posizione |
| Austria           | 17        |
| Germania          | 45        |
| Stati Uniti       | 32        |